# Neomorphus rufipennis
Il cuculo di terra alirossicce o cuculo terragnolo alirossicce  (Neomorphus rufipennis Gray, 1849) è un uccello della famiglia Cuculidae.

## Distribuzione e habitat
Questo uccello vive in Brasile, Colombia, Venezuela e Guyana.

## Tassonomia
Neomorphus rufipennis non ha sottospecie, è monotipico.